# ブレント・ブリード
ブレント・デビッド・ブリード（Brent David Brede, 1971年9月13日 - ）は、アメリカ合衆国イリノイ州出身の元プロ野球選手（外野手）。千葉ロッテマリーンズでの登録名は「ブレイディー」。

## 来歴・人物
1990年のMLBドラフト5巡目でミネソタ・ツインズに指名され契約。1996年、メジャー初昇格。1998年、この年創設されたアリゾナ・ダイヤモンドバックスに移籍。
1999年にNPBの千葉ロッテマリーンズに入団。当時27歳と若かったブレイディーは当初、同期入団のフランク・ボーリックよりも評価が高かった。その証拠に、開幕二軍スタートだったボーリックとは対照的に、4月3日の開幕戦（対オリックス・ブルーウェーブ戦）では5番・左翼手でいきなりのスタメン出場を果たしている。ところが、その後の両者の立場は一転する。デビュー戦で決勝本塁打を放ち、打てば負けない「ボーリック神話」を作るなど、4年間にわたりロッテの主軸を務めたボーリックに対し、思うようなバッティングができず徐々に出場機会を失っていったブレイディーは8月に右肩上方関節唇損傷手術のために帰国し、そのままシーズン終了後に自由契約となった。
2000年にピッツバーグ・パイレーツ傘下のAAA級ナッシュビルでプレーし、同年限りで現役引退。
ロッテでの応援歌の原曲は、J・ガイルズ・バンドの「堕ちた天使」。

## 詳細情報

### 年度別打撃成績
| 年 度    | 球 団    | 試 合 | 打 席 | 打 数 | 得 点 | 安 打 | 二 塁 打 | 三 塁 打 | 本 塁 打 | 塁 打 | 打 点 | 盗 塁 | 盗 塁 死 | 犠 打 | 犠 飛 | 四 球 | 敬 遠 | 死 球 | 三 振 | 併 殺 打 | 打 率 | 出 塁 率 | 長 打 率 | O P S |
| -------- | -------- | ----- | ----- | ----- | ----- | ----- | -------- | -------- | -------- | ----- | ----- | ----- | -------- | ----- | ----- | ----- | ----- | ----- | ----- | -------- | ----- | -------- | -------- | ----- |
| 1996     | MIN      | 10    | 21    | 20    | 2     | 6     | 0        | 1        | 0        | 8     | 2     | 0     | 0        | 0     | 0     | 1     | 0     | 0     | 5     | 1        | .300  | .333     | .400     | .733  |
| 1997     | MIN      | 61    | 214   | 190   | 25    | 52    | 11       | 1        | 3        | 74    | 21    | 7     | 2        | 1     | 1     | 21    | 0     | 1     | 38    | 1        | .274  | .347     | .389     | .737  |
| 1998     | ARI      | 98    | 238   | 212   | 23    | 48    | 9        | 3        | 2        | 69    | 17    | 1     | 0        | 0     | 0     | 24    | 2     | 2     | 43    | 6        | .226  | .311     | .325     | .636  |
| 1999     | ロッテ   | 33    | 115   | 101   | 12    | 27    | 8        | 1        | 2        | 43    | 10    | 3     | 0        | 1     | 2     | 11    | 0     | 0     | 21    | 3        | .267  | .333     | .426     | .759  |
| MLB：3年 | MLB：3年 | 169   | 473   | 422   | 50    | 106   | 20       | 5        | 5        | 151   | 40    | 8     | 2        | 1     | 1     | 46    | 2     | 3     | 86    | 8        | .251  | .328     | .358     | .686  |
| NPB：1年 | NPB：1年 | 33    | 115   | 101   | 12    | 27    | 8        | 1        | 2        | 43    | 10    | 3     | 0        | 1     | 2     | 11    | 0     | 0     | 21    | 3        | .267  | .333     | .426     | .759  |

### 記録
NPB
- 初出場・初先発出場：1999年4月3日、対オリックス・ブルーウェーブ1回戦（グリーンスタジアム神戸）、5番・左翼手として先発出場
- 初安打・初打点：同上、4回表に小林宏から右翼へ適時二塁打
- 初本塁打：1999年4月18日、対大阪近鉄バファローズ3回戦（大阪ドーム）、2回表にロブ・マットソンから中越先制ソロ

### 背番号
- 51 （1996年 - 1997年）
- 14 （1998年 - 同年途中）
- 15 （1998年途中 - 同年終了）
- 37 （1999年）